# 苏恩达尔纳加尔
苏恩达尔纳加尔（Sundarnagar），是印度喜马偕尔邦Mandi县的一个城镇。总人口23979（2001年）。

## 人口
该地2001年总人口23979人，其中男性12674人，女性11305人；0—6岁人口2287人，其中男1245人，女1042人；识字率81.54%，其中男性为84.58%，女性为78.12%。